# 全州世界盃競技場
全州世界盃競技場，又称全州城堡，是一座位于韩国全州的足球体育场。是全北现代汽车足球俱乐部的主场。全场可容纳观众43,348人。
2002年世界盃足球賽时该体育场曾承办一些赛事。包括西班牙對巴拉圭（3 - 1），葡萄牙對波兰（4 - 0），墨西哥對美国（0 - 2）。